# دونالد إيفانز
دونالد إيفانز (بالإنجليزية: Donald Evans)‏ هو شاعر أمريكي، ولد في 24 يوليو 1884، وتوفي في 26 مايو 1921.